# たけはら美術館
たけはら美術館（たけはらびじゅつかん）は、広島県竹原市中央五丁目の美術館。設置者は竹原市。

## 歴史
1995年（平成7年）8月11日に博物館登録。博物館では池田勇人が生前に収集した「池田コレクション」のほか、郷土ゆかりの作品を収蔵してきた。
空調設備の老朽化により、2020年（令和2年）4月1日から休館。2022年（令和4年）3月1日に竹原市から広島県に再開時期未定の連絡があり、同年3月31日で休館から2年間を経過することになったため、同年5月11日で博物館登録が取り消された。
美術館の入るビルが新市庁舎建設で改修されるため、竹原市では2023年（令和5年）3月31日で廃止する方針を決定した。廃止後、収蔵品を展示する施設は未定である。